# Deirdre Wilson
Deirdre Susan Moir Wilson (1941) é uma linguista e cientista cognitiva britânica do campo da pragmática. É conhecida principalmente por ter desenvolvido, junto ao antropólogo francês Dan Sperber, a Teoria da Relevância. É professora emérita do University College London.